# Patricios (Buenos Aires)
Patricios es una localidad argentina del centro de la provincia de Buenos Aires, perteneciente al partido de Nueve de Julio.
El pueblo creció alrededor de la estación Patricios de la Compañía General de Ferrocarriles en la Provincia de Buenos Aires. El pueblo de Patricios fue fundado en marzo de 1910 por la Compañía de Tierras Franco Argentina "La Inmobiliaria" y contaba ya en 1938 con 4000 habitantes, cifra que contrasta notoriamente con los 979 de 1991. 
En Patricios se filmó en 2003 el recordado film Soy tu aventura, protagonizado por Diego Capusotto, Luis Luque y Luis Aguilé, entre otros. La ubicación fue elegida ya que se trata del pueblo en el que nació Néstor Montalbano, director de la película.

## Población
Cuenta con 745 habitantes (Indec, 2010), lo que representa un leve incremento del 0,2 % frente a los 743 habitantes (Indec, 2001) del censo anterior.
| Gráfica de evolución demográfica de Patricios entre 1991 y 2010 |
|                                                                 |
| Fuente: Censos nacionales del INDEC                             |